# Hans Gerriets
Hans Gerriets (* 13. Dezember 1895 in Wilhelmshaven; † 1961 in Freiburg im Breisgau) war ein deutscher Unternehmer. Er ist Gründer des auf Theater- und Bühnenbedarf spezialisierten Großhandelsunternehmens Gerriets.

## Werdegang
Gerriets kam 1895 in der preußischen Hafenstadt Wilhelmshaven zur Welt. 1899 wanderten seine Eltern mit ihm nach Deutsch-Südwestafrika aus. Sein Vater sollte für die Woermann-Linie in Swakopmund ein Elektrizitätswerk aufbauen. 1914 kehrte er nach Deutschland zurück, um ein Medizinstudium aufzunehmen. Die Entfesselung des Ersten Weltkriegs und die Einberufung zum Kriegsdienst durchkreuzten seine Pläne.
Nach Kriegsende kam er zusammen mit einem Kriegskameraden nach Freiburg. Seine südwestafrikanische Heimat hatte das Deutsche Reich gemäß den Bestimmungen im Friedensvertrag von Versailles abtreten müssen. Dort lernte er seine Ehefrau Johanna, geb. Stoeckle, kennen. Ihr Bruder war Direktor und Mitinhaber einer bedeutenden Wollweberei in Greiz (Thüringen). Als das Unternehmen die Errichtung eines Zweigwerks in Riga (Lettland) beabsichtigte, übersiedelte Gerriets mit seiner Familie 1929 dorthin. Mit dem Ausbruch des Zweiten Weltkriegs verließen sie Lettland und kamen mit einer Zwischenstation in Łódź wieder nach Freiburg.
In der Aufbauphase nach Ende des Zweiten Weltkriegs und der Besetzung der Stadt durch französische Truppen wurde Gerriets vom Freiburger Oberbürgermeister Wolfgang Hoffmann mit dem Wiederaufbau des im Krieg weitgehend zerstörten Universitätsklinikums (1945–1947) beauftragt. Es folgte der Auftrag zum Wiederaufbau des Freiburger Stadttheaters (1945–1950). Als ihm bewusst wurde, welch hohen Stoffbedarf eine Bühne hat, gründete er 1946 eine Textilgroßhandlung mit Spezialgebiet Bühnenausstattung. Anfänglich führte Gerriets sein Unternehmen aus der eigenen Wohnung, bald kam ein Lager in der Dreikönigstraße hinzu, später entstanden Dependancen in der ganzen Stadt. Er verließ das Angestelltenverhältnis bei der Stadt Freiburg, um sich dem Aufbau seiner Firma zuzuwenden. Nach seinem Tod im Jahr 1961 übernahm sein Sohn Walter deren Leitung.

## Ehrungen
- 1952: Verdienstkreuz (Steckkreuz) der Bundesrepublik Deutschland